# Xiphosium
Xiphosium é um género botânico pertencente à família das orquídeas (Orchidaceae).